# Lowry City
Lowry City – miasto w Stanach Zjednoczonych, w stanie Missouri, w hrabstwie St. Clair.